# Åsnes kirke Station
Åsnes kirke Station (Åsnes kirke holdeplass) var en jernbanestation på Solørbanen, der lå i Åsnes kommune i Norge. Stationen lå omkring hundrede meter fra Åsnes kirke, en korskirke fra 1744.
Stationen åbnede som trinbræt i 1929. Betjeningen med persontog ophørte 1. juni 1986, og 27. maj 1990 blev stationen nedlagt. Der var ingen stationsbygning. Perronen er fjernet, og der er ikke længere synlige spor efter stationen.